# Sender Reichenau Raxalpe
Der Sender Reichenau Raxalpe ist ein Füllsender der Österreichischen Rundfunksender GmbH (ORS) auf der Rax in Niederösterreich. Der Standort versorgt die Umgebung und Ortschaften wie Reichenau und Gloggnitz mit digitalen Fernsehprogrammen im Standard DVB-T2 und analogem UKW-Hörfunk.

## Frequenzen und Programme
Ausgestrahlt wird mit Stand 2018 ein digitales ORS-Programmpaket mit der Bezeichnung A-WNB im Kanal 52 (722 MHz) und einer Sendeleistung von 180 W. Das Programmpaket A-WNB umfasst unter anderem die Programme ORF eins, ORF 2 in den lokalen Ausgaben Wien, Niederösterreich und Burgenland, die Programme ORF III und ORF Sport und einige digitale Radioprogramme wie Ö1, Ö3 und FM4. Die Ausstrahlung erfolgt im Gleichwellenbetrieb mit den Grundnetzsendern wie dem benachbarten Sender Sonnwendstein und Sender Heuberg im Burgenland und weiteren kleineren Füllsendern in der Umgebung wie dem Sender Kirchschlag-Lembacherhöhe in Kirchschlag in der Buckligen Welt und dem Sender Puchberg-Himberg in Puchberg am Schneeberg.
Die analogen UKW-Hörfunkprogramme werden mit für Füllsender typisch kleiner Sendeleistung von je 10 W gesendet und umfassen die Programme Ö1, Radio Niederösterreich, Hitradio Ö3 und kronehit.